# Società Aeroporto Comiso
Sociedad Aeropuerto Comiso (en italiano Società Aeroporto Comiso, So.a.Co) es la sociedad que gestiona el Aeropuerto Pio La Torre de Comiso, en el  Libre consorcio municipal de Ragusa.

## Composición corporativa
Al nacimiento la SOACO era enteramente en las manos del común de Comiso. En el 2007 la Intersac Hoding SpA se aggiudicò la gestión del escalo assieme al 51% de las cuotas de la sociedad aeroportuale. En el febrero del 2008 la INTERSAC Holding SpA adquirió otras 588 mil acciones de la SOACO, pareces al 14% de las cuotas del común de Comiso, llevando su paquete al 65%.
Para prolungar la pista del escalo comisano, se  ocuparon 32 hectáreas del común limitrofo de Chiaramonte Gulfi, y la ruta preferencial para los aterrizajes y despegas interesa principalmente el territorio del común de Vittoria, por lo tanto se pensò que el Común de Comiso pudria ceder de las cuotas SOACO a los dos comunes interesados por las actividades del aeropuerto,  pero esta hipótesis no ha sido confirmada.
Por lo tanto, el municipio de Comiso posee el 35% de las cuotas, la Società Aeroporto Catania S.p.A. (que controla enteramente la INTERSAC) el 65%.

## Dados corporativos[2]
- Razón social: SO.A.CO. S.p.A. - Società dell'aeroporto di Comiso
- Sede social: Piazza Fonte Diana s.n. - 97013 Comiso (RG)
- Identificación tributaria en la Unión Europea: 01083290880
- Capital social: 4.200.000 euro